# Onychiurus uenoi
Onychiurus uenoi är en urinsektsart som beskrevs av Riozo Yosii 1954. Onychiurus uenoi ingår i släktet Onychiurus och familjen blekhoppstjärtar. Inga underarter finns listade i Catalogue of Life.